# Wojciech Gutorski
Wojciech Robert Gutorski (Bydgoszcz, 25 de mayo de 1982) es un deportista polaco que compitió en remo.
Ganó cuatro medallas en el Campeonato Europeo de Remo entre los años 2007 y 2013.
Participó en tres Juegos Olímpicos de Verano, entre los años 2004 y 2012, ocupando el octavo lugar en Atenas 2004 y el quinto en Pekín 2008, en la prueba de ocho con timonel.

## Palmarés internacional
| Campeonato Europeo | Campeonato Europeo  | Campeonato Europeo | Campeonato Europeo |
| Año                | Lugar               | Medalla            | Prueba             |
| ------------------ | ------------------- | ------------------ | ------------------ |
| 2007               | Poznań (Polonia)    | Medalla de plata   | Ocho con timonel   |
| 2008               | Maratón (Grecia)    | Medalla de bronce  | Ocho con timonel   |
| 2009               | Brest (Bielorrusia) | Medalla de oro     | Ocho con timonel   |
| 2013               | Sevilla (España)    | Medalla de plata   | Dos sin timonel    |